# Pecos Bill (album)
Pecos Bill è un album del gruppo musicale italiano Homo Sapiens, pubblicato dall'etichetta discografica Ri-Fi nel 1976.
Dal disco viene tratto il singolo Pecos Bill/Madagascar.

## Tracce

### Lato A
1. Pecos Bill
2. Batuka-to-batuka
3. Innamorarsi (Senza far l'amore)
4. Donna
5. Siediti

### Lato B
1. Serenità
2. I diavoli del paradiso
3. Malinconia
4. Sipistapitiki
5. Madagascar